# Chủ nghĩa đế quốc Trung Hoa

Lãnh thổ của người Hán từ lưu vực Hoàng Hà đã bành trướng sang các lãnh thổ lân cận.

Chủ nghĩa đế quốc Trung Hoa (giản thể: 中华帝国主义, phồn thể: 中華帝國主義, bính âm: Zhōnghuá dìguó zhǔyì, tiếng Anh: Chinese imperialism) là khái niệm chính trị dùng để mô tả và chỉ trích chính sách, hoạt động bành trướng và bá quyền của nền chính trị Trung Quốc trong lịch sử. Chủ nghĩa đế quốc của Trung Quốc thể hiện trên nhiều phương diện khác nhau và diễn ra xuyên suốt lịch sử. Chủ nghĩa đế quốc đó mang đặc điểm rất riêng biệt, không thể hiểu được chủ nghĩa đế quốc Trung Hoa theo cách định nghĩa về chủ nghĩa đế quốc thông thường của các nước tư bản phương Tây hay trường phái Marxist. Chủ nghĩa đế quốc Trung Hoa là một trường hợp đặc biệt của phương Đông. Mở rộng kiên trì qua hàng ngàn năm theo cách "tằm ăn dâu", trở thành bản chất nền chính trị; nhấn mạnh yếu tố văn hóa như nội lực hơn bất kỳ dân tộc nào khác, mang quan niệm bất kỳ dân tộc nào chấp nhận văn hóa Hán thì được gọi là người Hán; lãnh thổ mở rộng trên lục địa một cách tiếp giáp chứ không rời rạc như các đế quốc hàng hải Châu Âu; đồng thời vừa chiếm hữu một cách trực tiếp qua sáp nhập vừa ảnh hưởng một cách gián tiếp qua hệ thống chư hầu.
Thuật ngữ này xuất phát từ bên ngoài Trung Quốc, thông thường được sử dụng bởi truyền thông của nhiều nước được xem là thù địch với Trung Quốc. Nhìn nhận và đánh giá về chủ nghĩa đế quốc Trung Quốc thường gây ra các tranh cãi. Cơ sở đánh giá đặc điểm chủ nghĩa đế quốc Trung Hoa trước hết là thông qua phân tích các chính sách đối ngoại của Trung Quốc theo các thời kỳ lịch sử. Đồng thời, phân tích quá trình mở rộng lãnh thổ không ngừng trong suốt 5.000 năm lịch sử của nước này, ban đầu từ một vùng lãnh thổ nhỏ của lưu vực Hoàng Hà để tạo nên đất nước có lãnh thổ rộng lớn như ngày nay.

## Thuật ngữ
Về thuật ngữ "chủ nghĩa đế quốc" hay "đế quốc" của Trung Hoa, chưa từng có cơ sở lý luận hay sự tồn tại chính thức của các thuật ngữ này chí ít cho đến nhà Thanh. Trong việc đặt quốc hiệu của các triều đại thống nhất cũng không sử dụng các từ ngữ này, có thể xem xét đơn thuần là Đại Tần (大秦), Đại Hán (大漢),...cho thấy trong hàng ngàn năm, không tồn tại các lý luận hay danh hiệu về đế quốc Trung Hoa, mà chỉ tồn tại sự thực hành hành vi đế quốc. Đến thời nhà Thanh, một viên quan là Tăng Thọ (曾受), người được lệnh nghiên cứu Hiến pháp Đế quốc Nhật Bản (大日本帝国憲法) đã đề cập trong các ghi chép của ông một số luận ý nói về "đế quốc" và "chủ nghĩa đế quốc": "Để theo đuổi chủ nghĩa đế quốc, phải lấy sự giàu có và văn hóa làm tiên phong và lấy chiến tranh làm hậu thuẫn. Đây là luật chung của các quốc gia trên thế giới ngày nay. Nếu đạt được sẽ thịnh vượng bằng không sẽ diệt vong. Một chính phủ hợp lẽ nên tăng cường khả năng cạnh tranh của người dân, để giúp đất nước có thể trở thành đế quốc." Triều đại được gọi là đế quốc đầu tiên của Trung Quốc là nhà Thanh, thuật ngữ "Đế quốc Đại Thanh" lần đầu tiên xuất hiện trong Hiệp ước Shimonoseki ký với Nhật Bản sau thất bại của Chiến tranh Thanh – Nhật (1895).
Năm 1953, Tạp chí Hiệp hội Luật sư Hoa Kỳ (sau này là Tạp chí ABA), số 10, đăng vào tháng 10 năm 1953 đã đăng nội dung sử dụng "Chinese imperialism" (Chủ nghĩa đế quốc Trung Hoa): "Chính chủ nghĩa đế quốc Trung Hoa cổ đại, độc tài, man rợ, vô thần đã làm cho quyền ngoại trị trở nên cần thiết để bảo vệ tính mạng và tài sản của các nhà truyền giáo và thương nhân nước ngoài ở Trung Quốc".
Truyền thông Đài Loan sử dụng thuật ngữ chủ nghĩa bành trướng Trung Quốc.
Trong các tài liệu của Việt Nam các khái niệm được sử dụng phổ biến là "chủ nghĩa bành trướng Trung Quốc", "chủ nghĩa bành trướng Đại Hán", "chủ nghĩa bành trướng Bắc Kinh".

## Khái quát lịch sử
Kể từ khi lập ra Nhà Chu đến trước Nhà Tần, lãnh thổ Trung Hoa dần mở rộng: nước Yên mở rộng về phía bắc, nước Tần mở rộng về phía tây, nước Sở đã mở rộng lãnh thổ về phía nam khi từng bước xâm chiếm các vùng Bách Việt. Triều đại Nhà Tần đã thống nhất Trung Quốc từ việc đánh tan và hợp nhất 6 quốc gia khác của thời Chiến Quốc cũng như các lãnh thổ sinh sống bởi những dân tộc không nói tiếng Trung như các bộ tộc Bách Việt (ngoại trừ người Âu Việt và Lạc Việt),... Từ vùng thung lũng sông Hoàng Hà, nền văn minh Trung Hoa đã lan ra khắp các hướng.  Trong lịch sử Trung Quốc, lãnh thổ của quốc gia này mở rộng hay thu hẹp là phụ thuộc sức mạnh của triều đại đương thời. Đỉnh cao là thời Nhà Đường, khi lãnh thổ Trung Quốc phía Nam kéo tới nơi ngày nay là miền Bắc Việt Nam, phía Bắc tới miền Bắc Triều Tiên, phía Tây lan tới vùng Trung Á; và Nhà Thanh khi lãnh thổ trải dài tới tận Trung Á, Tây Tạng và tới tận đảo Sakhalin ở đông bắc.
Phân chia, thống nhất, mở rộng là các chu kỳ lặp đi lặp lại trong lịch sử Trung Quốc. Trong đó, mở rộng là một đặc điểm của đế quốc. Việc bành trướng thậm chí vẫn tiến hành bởi các nước phân liệt, không nhất thiết là triều đại thống nhất.

## Nền tảng
Những nền tảng của tư tưởng đế quốc Đại Hán có từ rất xa xưa, bao gồm nhiều quan niệm. Trước hết là quan niệm Trung Quốc là trung tâm, bản thân từ "Trung Quốc" đã cho thấy sự tự cao của người Hán rằng xứ sở họ là trung tâm của thế giới loài người. Trong khi Trung Quốc là trung tâm là sự định vị của nhà nước Trung Quốc giữa thế giới, thì tư tưởng Thiên mệnh định vị cho quyền lực của hoàng đế Trung Quốc như vị trí cao nhất của nhà nước. Hoàng đế được gọi là thiên tử, thể hiện quan niệm thần thánh về nguồn gốc cao quý, là con của Trời, thay mặt Trời nắm lấy vai trò thiêng liêng trị vì thiên hạ, mọi người và mọi vùng đất đều phải quy phục. Các nhà cầm quyền Trung Quốc từ thời cổ đại đã tự cho mình có sứ mệnh khai hóa các dân tộc thấp kém hơn nhưng đồng thời tồn tại sự khinh miệt với họ, thể hiện qua tư tưởng Tứ di và Hoa Di phân biệt. Chính những tư tưởng nền tảng đã có từ thời cổ đại này đã chi phối quan niệm và điều chỉnh hành vi của các triều đại Trung Quốc xuyên suốt lịch sử. Gốc rễ của những quan niệm cơ bản đó dẫn đến tình cảm khinh thường các dân tộc xung quanh, tự cho mình quyền thống trị và các dân tộc xung quanh phải phục tùng. Vì vậy thường dẫn đến hành động bạo lực là các cuộc chinh phục và sáp nhập lãnh thổ xung quanh.
Về mặt tình cảm dân tộc, khái niệm "chủ nghĩa dân tộc Đại Hán", "chủ nghĩa Đại Hán", hay "Tư tưởng Đại Hán" thể hiện dân tộc chủ nghĩa cực đoan và tự cao của người Trung Quốc. Đây là một trong những đặc điểm lớn của chủ nghĩa đế quốc Trung Quốc, "chủ nghĩa dân tộc Đại Hán" được xem là cốt lõi của chủ nghĩa bành trướng và bá quyền Trung Quốc. Trong khi bành trướng thường dùng mô tả và chỉ trích hành vi cụ thể của việc xâm chiếm lãnh thổ, chủ nghĩa Đại Hán là tình cảm dân tộc để hun đúc cho hành động đó.

## Đặc điểm

### Xâm chiếm lãnh thổ
Tâm điểm của việc bành trướng là mở rộng lãnh thổ của các triều đại. Với đặc điểm là một nền văn minh lúa nước, hầu hết dân số sống định cư, đời sống chủ yếu là canh tác lúa nước, đất đai là rất quan trọng đối với nền kinh tế-xã hội Trung Quốc qua hàng ngàn năm. Thước đo quyền lực của chế độ phong kiến là tước vị và đất đai. Đất đai càng rộng lớn nghĩa là tước vị càng cao càng thể hiện quyền lực lớn. Đất đai rộng lớn đồng nghĩa sở hữu lượng nông dân đông đảo, góp phần vào uy thế và sức mạnh về nhân lực và của cải của một lãnh chúa. Hoàng đế Trung Quốc sở hữu đất đai, phong cấp cho hoàng tộc và các gia đình tướng lĩnh thân thuộc. Khi dân số Trung Quốc gia tăng họ di cư bởi nhu cầu đất nông nghiệp. Đất đai gắn liền với sở hữu dân cư, gắn liền với của cải và khả năng quyền lực vì vậy luôn là mục đích tranh giành, chiếm đoạt của các vua Trung Quốc. Khi chính quyền thống nhất hình thành, việc bành trướng lãnh thổ sẽ được đẩy sang các nước láng giềng. Sau các cuộc chinh phạt, Trung Quốc đặt ra hành chính các tỉnh thành những nước vừa chiếm được.
Trung Quốc chưa bao giờ ngừng việc xâm chiếm trong 3.000 năm qua, tính từ đầu nhà Chu, họ đã mở rộng không ngừng ra khỏi vùng Hoàng Hà ban đầu. Đến thời Hán, chủ quyền Trung Quốc trung ương đã chiếm đến miền bắc Việt Nam ở phía nam sau khi tiêu diệt quốc gia cát cứ Nam Việt (năm 111 TCN). Cả một vùng rộng lớn, chủ yếu là đồng bằng lưu vực sông Hoàng Hà, đồng bằng lưu vực sông Trường Giang, và khu vực Hoa Nam là ổn định trong hầu hết thời gian. Đó là vùng trung tâm chính yếu của văn minh Trung Hoa, hay còn gọi là Trung Quốc bản thổ, rộng khoảng 4.000.000 km². Trong các giai đoạn sau đó, Trung Quốc chiếm thêm các vùng xa hơn, đến nay lãnh thổ rộng 9.600.000 km². Họ đã tích hợp thêm 5 khu vực lớn:

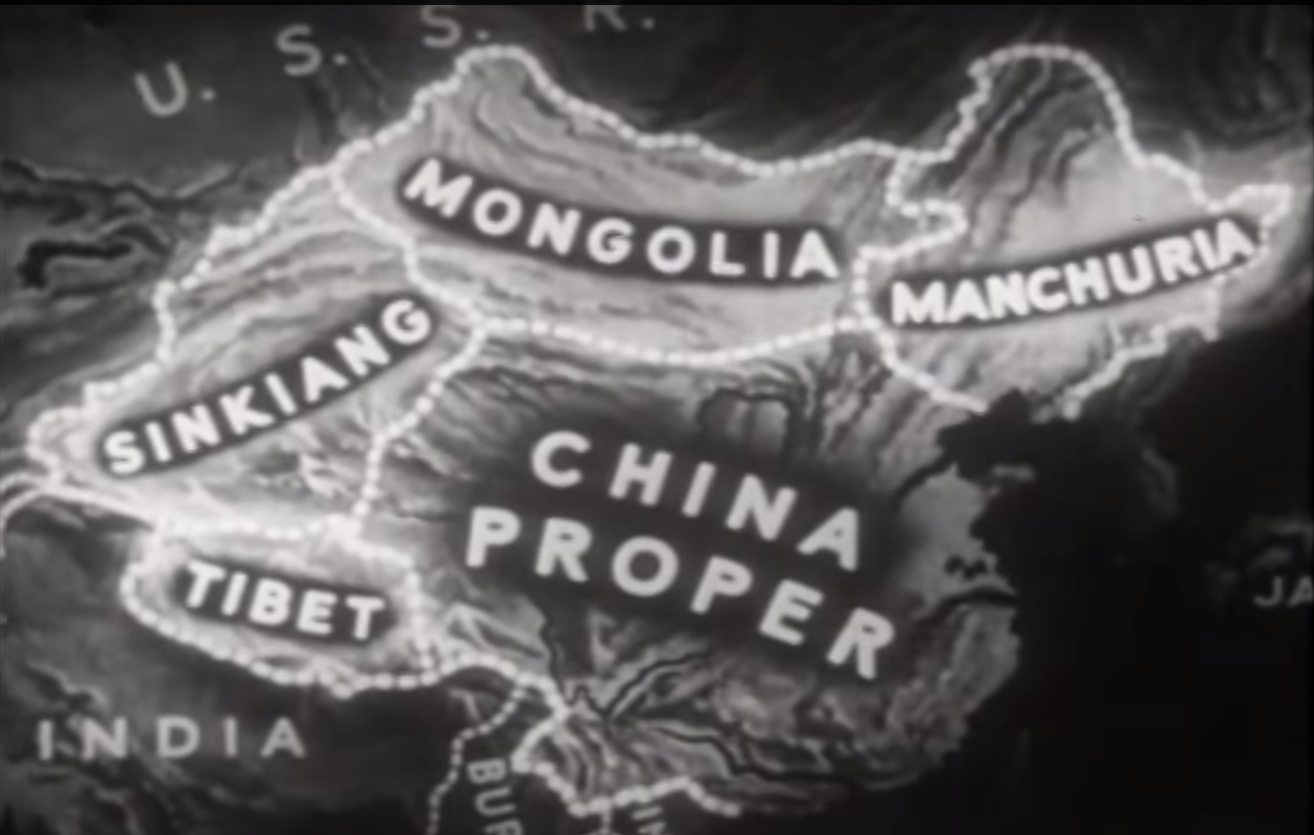
Những phần lãnh thổ lớn đã được tích hợp vào Trung Quốc.

- Vân Nam: rộng khoảng 394.000 km²,[42] vùng này vốn là nước Đại Lý (937 - 1253) của người Bạch, bị Mông Cổ tiêu diệt và tích hợp vào Trung Quốc dưới thời Nhà Nguyên, đến thời Nhà Minh, năm 1382, quân Minh xâm lược[43] và giữ chủ quyền tới nay.
- Tân Cương: rộng khoảng 1,6 triệu km²,[44] bị chinh phạt và đưa vào chủ quyền Trung Quốc vào thế kỷ VII,[t] dưới thời Nhà Đường, Nhà Tống và Nhà Minh tạm thời mất chủ quyền nhưng Nhà Nguyên và Nhà Thanh đã[46] tái lập sự kiểm soát. Trong đó, Nhà Thanh tái chiếm năm 1759, đến 1884 thì hợp nhất tất cả các lãnh thổ rời rạc của toàn vùng Tân Cương.
- Tây Tạng: rộng khoảng 1,2 triệu km², bị Mông Cổ chinh phục và nằm dưới quyền lực Nhà Nguyên,[u][48] gián đoạn độc lập vào Nhà Minh nhưng bị tái chiếm bởi Mãn Thanh dưới thời vua Càn Long. Tuyên bố độc lập dưới thời Trung Hoa Dân Quốc nhưng Cộng hòa Nhân Dân Trung Hoa đã cho quân tái chiếm vào năm 1959.
- Nội Mông Cổ: là một vùng rộng lớn, khoảng 1,2 triệu km², nằm bên ngoài Vạn Lý Trường Thành, đến thời Minh họ chỉ áp đặt được hệ thống triều cống nhưng từ đầu Nhà Thanh, thập niên 20 thế kỷ XVII,[v] cho đến nay vùng này nằm trong sự quản lý chặt chẽ hơn của các chính quyền Trung Quốc.
- Nội Mãn Châu: là một phần của triều đại Mãn Thanh, sau khi Nhà Thanh sụp đổ khu vực này tạm thời trong vòng tranh chấp giữa Nga và Nhật, người Nhật đã lập nhà nước Mãn Châu Quốc tìm cách phân tách ra khỏi Trung Quốc nhưng thất bại trong chiến tranh khiến chính quyền Mãn Châu Quốc bị giải thể và khu vực này bị chiếm lại dưới chính quyền Trung Hoa Dân Quốc.

### Đồng hóa các dân tộc
Về đồng hóa các dân tộc, chủ nghĩa đế quốc Trung Quốc được mô tả bằng khái niệm cụ thể là Hán hóa. Yếu tố đặc sắc của Văn hóa Hán cùng với sự tiến bộ của nó trong tương quan so sánh với các nền văn hóa xung quanh là ưu thế của nền Văn minh Trung Hoa khi họ mở rộng ra bên ngoài. Đồng hóa văn hóa theo nhiều cách bao gồm cưỡng ép là tác nhân quan trọng xuyên suốt lịch sử tạo nên lợi thế cho đế quốc Trung Hoa, mở rộng gắn liền với đồng hóa, mở đến đâu thì đồng hóa đến đó. Chúng là chất keo gắn chặt từng mảng chinh phạt vào hệ thống Trung Quốc. Nhờ vào Hán hóa, Đế quốc Trung Hoa được gắn kết, ít khả năng tan vỡ.
Hiệu quả nổi bật nhất là việc trải qua gần một thế kỷ dưới ách Mông Cổ, và gần ba thế kỷ dưới ách Mãn Châu, Trung Quốc của Hán tộc vẫn phục hồi chủ quyền. Họ đồng hóa chính dân tộc đã chinh phạt họ và chiếm dụng, sở hữu đất đai cũng như các dân tộc đó trong đường biên giới Trung Quốc cho đến ngày nay.
Quá trình Hán hóa diễn ra chặt chẽ với việc hủy hoại và xóa dấu vết các nền văn hóa bản địa, chỉ có văn hóa Hán là duy nhất và sẽ lấp vào thay thế. Các dân tộc phải chấp nhận Hán hóa hoặc bị tiêu diệt.
Làn sóng di cư của người Hán diễn ra thường xuyên và song song với tiến trình bành trướng, đồng hóa. Điều này đã bắt đầu từ lúc mở rộng ở vùng Hoàng Hà.
Năm 1931, những nhà cách mạng cộng sản Trung Quốc đã hứa với các quốc gia trong cùng biên giới quyền tự quyết và tách hoàn toàn khỏi Trung Quốc, đồng thời cam kết tôn trọng các phong tục và tôn giáo hiện có của các dân tộc đó. Nhưng về sau, chính quyền Trung Quốc đã bắt tay vào nỗ lực Hán hóa để đưa các lãnh thổ phụ thuộc trước đây quay trở lại Trung Quốc của họ.
Cộng hòa Nhân dân Trung Hoa ngày nay là một quốc gia cộng sản. 1958-1959, họ đã vận dụng chủ nghĩa Marx-Lenin để bổ sung và hỗ trợ cho chính sách của họ, họ khẳng định nhu cầu "nâng cao tư duy và nhận thức về chủ nghĩa Marx-Lenin và hoàn toàn vượt qua các tư tưởng dân tộc chủ nghĩa địa phương."

### Bá quyền nước lớn
Về khía cạnh bá quyền, chủ nghĩa đế quốc Trung Quốc được mô tả bằng khái niệm cụ thể là "chủ nghĩa bá quyền Trung Quốc", "Tư tưởng Đại Trung Hoa", hay chỉ đơn giản là tư tưởng nước lớn của Trung Quốc. Khi việc bành trướng để chiếm và xác lập tỉnh thành không thể hay chưa thể, các triều đại Trung Quốc duy trì một hệ thống quyền lực lỏng lẻo vây xung quanh mình. Khác với việc lãnh thổ Trung Quốc nằm trực tiếp dưới quyền lực Hoàng đế Trung Quốc, có một lớp quốc gia xung quanh thuộc mức quyền lực yếu hơn, không trực tiếp nhưng vẫn nằm trong hệ thống của Thiên triều Trung Hoa. Các nước ngoại biên Trung Hoa phải thể hiện sự thần phục của mình. Những nước này được gọi là nước chư hầu, hay nước nhánh (chi lưu).
- Nhận sắc phong:[15] Các vua chư hầu xung quanh phải gửi thái tử (người sẽ thừa kế ngai vàng) đến hoàng cung của hoàng đế Trung Hoa làm con tin. Ở đó họ được các nho sư Trung Hoa dạy dỗ. Khi nào quốc vương nước chư hầu mất, vị thái tử sẽ được phép trở về để lên ngai vàng. Đây là cách họ tạo nên các nhà cầm quyền trung thành. Một số nước chư hầu khác thì phải đưa thái tử của mình đến chầu hoàng đế Trung Hoa để nhận sắc phong tước vị, rồi mới quay về. Thường là tước "Vương", trong một số trường hợp họ bị định tội, họ chỉ nhận được tước "Công". Một ví dụ là các vì vua Nhà Mạc trong lịch sử Việt Nam.
- Triều cống:[13][15] theo lệ vài năm một lần, các nước chư hầu phải có 1 chuyến triều cống đến triều đình Trung Quốc. Hàng cống phẩm thường là vàng, bạc, lụa là, ngọc trai,...thợ thủ công, thậm chí mỹ nữ để dâng lên hoàng đế Trung Hoa, thể hiện sự thần phục của mình. Mỗi nước chư hầu đều có hạn định và quy cách triều cống không giống nhau. Và điều này cũng thay đổi qua các thời kỳ của các triều đại Trung Quốc khác nhau.

Bất cứ triều đình của quốc gia châu Á nào từ chối các điều này, đồng nghĩa bất kính với hoàng đế Trung Hoa. Biện pháp trừng phạt thường là chiến tranh. Theo Tạp chí Quân đội nhân dân (Việt Nam) vào năm 1981, chủ nghĩa bá quyền và chủ nghĩa bành trướng Trung Quốc là hai khái niệm gắn chặt với nhau và được thể hiện trên cả hai mặt đối nội và đối ngoại.
Hoạt động triều cống và nhận sắc phong của các nước nhỏ đến Trung Hoa được nhà nghiên cứu Lưu Minh Phúc gọi là "Hệ thống phong cống Đông Á".

## Chủ nghĩa đế quốc mới

### Quan niệm lãnh thổ lịch sử
Trung Quốc ngày nay, bao gồm cả Cộng hòa Nhân dân Trung Hoa lẫn Trung Hoa Dân quốc ở Đài Loan duy trì đế quốc Trung Hoa cũ bằng việc tuyên bố chủ quyền các lãnh thổ lịch sử. Ngành sử học được nghiên cứu và dùng làm cơ sở lý luận cho các đòi hỏi lãnh thổ. Quan điểm lãnh thổ lịch sử từ thời cổ đại của Trung Quốc thường được Đảng cộng sản Trung Quốc tuyên bố, nhưng quan điểm này thậm chí đã có từ xa xưa. Như một ví dụ, chính quyền nhà Tùy đã tấn công Goguryeo ba lần nhằm thu hồi lãnh thổ đông bắc theo quan điểm của họ, vốn đã mất chủ quyền khi nhà Hán sụp đổ. Nhà Đường nối tiếp nhà Tùy tấn công Goguryeo thêm hai lần nữa và hoàn thành việc lấy các vùng đất này. Điều đó cho thấy, các nhà cầm quyền Trung Quốc vẫn sẽ cố gắng lấy lại lãnh thổ được xem là đã mất của họ dù mất bao nhiêu thời gian đi chăng nữa.
Ngoại Mông thuộc chủ quyền Trung Quốc nhưng đã [từng] bị Nga chiếm, vốn dĩ đây lã lãnh thổ của Trung Quốc. Trung Quốc nhiều lần cố gắng xâm nhập vào các quốc gia biên giới trên dãy Himalaya là Nepal, Bhutan và vùng Sikkim, tuyên bố rằng đây là những quốc gia phụ thuộc vào Trung Quốc đã bị bọn đế quốc chia cắt Trung Quốc vào đầu thế kỷ 20 cướp khỏi tay Trung Quốc.
Theo nhà nghiên cứu Trịnh Khâm Nhân, Cộng hòa Nhân dân Trung Hoa ngày nay vẫn đang cố gắng để theo đuổi con đường "Đế chế Trung Hoa", cố gắng thiết lập Pax Sinica của mình ở châu Á và thậm chí cả thế giới.

### Yêu sách lãnh thổ lịch sử

Đường lưỡi bò màu đỏ.

Cộng hòa Nhân dân Trung Hoa kể từ khi quản lý Hoa lục vào năm 1949 đã bắt đầu yêu sách chủ quyền với nhiều vùng lãnh thổ. Các vùng này họ không kiểm soát trên thực tế và nằm dọc đường biên giới với các nước láng giềng châu Á. Với lý giải đó là các lãnh thổ lịch sử đã từng nằm trong lãnh thổ của các triều đại trước đó. Bên cạnh yêu sách chủ quyền lãnh thổ là yêu sách chủ quyền lãnh hải, chính phủ Trung Quốc đã đưa ra khái niệm Đường lưỡi bò để xác định sở hữu lịch sử hầu hết biển Đông. Về sau, đưa ra Yêu sách Tứ Sa như một sách lược mới trong tranh chấp biển Đông.
Các yêu sách này đã trở thành hành động xâm lấn thực tế chứ không còn là các tuyên bố. Vào năm 1962, Trung Quốc gây ra cuộc chiến tranh với Ấn Độ, chiếm Aksai Chin. Trong các năm 1974 và 1988 đã dùng vũ lực quân sự để chiếm và củng cố các vị trí trên biển Đông. Cho đến nay vẫn tiếp tục căng thẳng và gây tranh chấp với các nước láng giềng cả trên đất liền lẫn trên biển.

## Các quan điểm phản đối
Chính phủ, giới học giả và truyền thông Trung Quốc phản đối các mô tả Trung Quốc như một nước đế quốc cùng với tất cả những khái niệm liên quan. Họ cho rằng đó là sản phẩm của sự thù địch chống phá Trung Quốc từ bên ngoài nhằm làm suy yếu Trung Quốc. Chủ nghĩa đế quốc Trung Quốc là vô lý và Trung Quốc là nước yêu chuộng hòa bình.

### Vị thế cân bằng chính trị
Các luận điểm được đưa ra một mặt nhằm phủ nhận, một mặt nhằm diễn giải sự cần thiết và bản chất của ảnh hưởng chính trị trong lịch sử Châu Á từ Trung Quốc. Trước hết, về vai trò của Trung Quốc trong lịch sử châu Á là giữ gìn trật tự, khiến các quốc gia láng giềng không xâm lược, không chiến tranh lẫn nhau. Vì vậy, hệ thống quyền lực Trung Quốc ở vị trí trung tâm là cần thiết. Nhờ đó, Châu Á đạt được hòa bình, ổn định, thịnh vượng. Khi trật tự không thể giữ được, hòa bình bị phá vỡ khi một nước chư hầu châu Á tấn công một nước chư hầu khác thì Trung Quốc sẽ gây áp lực hoặc sử dụng vũ lực để ngăn chặn chiến tranh, bảo vệ chư hầu trung thành. Như một minh chứng, từ thế kỷ X, khi Đại Việt và Champa lần đầu chiến tranh cho đến năm 1471, khi Champa bị tiêu diệt, các triều đình Trung Quốc đã nhiều lần can thiệp để bảo vệ Champa trước các cuộc tấn công của Đại Việt. Một trường hợp khác là việc Nhà Minh đưa gần 150.000 lượt quân đến Triều Tiên để chống lại cuộc xâm lược của quân Nhật trong cuối thế kỷ XVI, điều này là bảo vệ chư hầu. Vào cuối thế kỷ XIX, đáp ứng lời cầu cứu của Tự Đức, gần 40.000 quân Mãn Thanh sang Việt Nam để chống lại quân Pháp, một hành động bảo vệ chư hầu của Trung Quốc. Vai trò đó cũng thể hiện ở việc bảo vệ các nước chư hầu trước thế lực phương Tây, bằng chứng là sau khi Nhà Thanh bị đánh bại trong Chiến tranh Nha phiến vào năm 1840, từng bước các nước châu Á khác bị xâm chiếm. Bắt đầu thời kỳ thống trị của chủ nghĩa thực dân Châu Âu ở phương Đông.
Trung Quốc không chỉ bảo vệ đồng minh của mình mà còn phải tự vệ. Trong lịch sử, Trung Quốc thường xuyên phải chịu đựng sự tấn công của quân du mục từ phía tây và phía bắc, các tộc người du mục Hung Nô, Khiết Đan, Mông Cổ, Nữ Chân,...nhiều lần họ tàn phá thậm chí chiếm lấy Trung Quốc, sự mở rộng của Trung Quốc ra bên ngoài là từ nhu cầu tự vệ. Điều này liên quan đến sự tồn vong của dân tộc Trung Quốc mà kinh nghiệm lịch sử đã chỉ rõ. Cuộc tấn công Việt Nam trong năm 1979 là cuộc tấn công tự vệ quy mô gần nhất, chính phủ Trung Quốc gọi là Chiến tranh đánh trả tự vệ trước Việt Nam (对越自卫还击战 Đối Việt tự vệ hoàn kích chiến) đáp trả cáo buộc "xâm lược", "bành trướng" từ Việt Nam, Trung Quốc khẳng định họ không xâm lược mà tự vệ. Đồng thời, Trung Quốc còn ngăn chặn Việt Nam xâm lược Đông Nam Á, bảo vệ đồng minh Campuchia và các nước Đông Nam Á khỏi nguy cơ xâm lược.

### Nhầm lẫn về hệ thống triều cống
Hệ thống triều cống không chỉ mang hàng cống phẩm từ chư hầu đến triều đình Trung Quốc, mà hoàng đế Trung Quốc còn chiêu đãi và quà cáp cho các sứ thần các nước khi họ trở về. Vì vậy, đôi lúc triều đình Trung Quốc chịu tốn kém hơn. Hoạt động triều cống chỉ là cách mà các nước phương Đông lẫn phương Tây muốn tiếp cận, xâm nhập vào thị trường Trung Quốc để mua bán. Cống nạp đến hoàng đế Trung Quốc là thỉnh nguyện được buôn bán. Các triều đại Trung Quốc mở rộng thương mại, xây dựng mạng lưới buôn bán, thúc đẩy thịnh vượng, đặc biệt là sứ mệnh hàng hải của Trịnh Hòa trong thời nhà Minh. Chủ tịch của Saudi Aramco, là một thành viên của hoàng gia Ả Rập, đã từng ca ngợi Trịnh Hòa và nhà hàng hải Ả Rập Batuta là "người tiên phong cho hòa bình, thương mại và hợp tác quốc tế".

### Hán hóa là sự tiếp biến hòa bình
Hán hóa là sự tiếp biến văn hóa tự nguyện của các nước châu Á xung quanh Trung Hoa. Về điều này, giới học giả Trung Quốc phủ nhận sự tồn tại của các nhà nước bản địa đã bị hoặc đã từng bị Trung Quốc chiếm và sáp nhập. Không có nhà nước bản địa và không có nền tảng văn hóa bản địa nào nổi bật xung quanh Trung Hoa, và văn minh Trung Hoa đã giúp khai hóa các vùng xung quanh, thúc đẩy tiến bộ xã hội. Khái niệm nhà nước bản địa là mơ hồ và văn hóa bản địa là thiếu nổi bật. Vì vậy Hán hóa là điều tốt đẹp và đã được tiếp nhận tự nguyện mà không hề thông qua bạo lực.

### Nạn nhân của chủ nghĩa đế quốc
Trung Quốc không phải là một nước đế quốc, mà ngược lại đã từng là nạn nhân của chủ nghĩa đế quốc. Từ chiến tranh Nha Phiến đến hết chiến tranh thế giới thứ hai (hoặc năm 1949), dân tộc Trung Quốc bị bức hại bởi chủ nghĩa đế quốc phương Tây và Nhật Bản. Đó là Thế kỷ tủi nhục mà dân tộc Trung Quốc đã phải chịu đựng. Chính quyền nhà Thanh đã bị bức ép ký kết hàng loạt điều ước bất bình đẳng, mất lãnh thổ, bị cướp bóc tài sản, phải trả các khoản yêu cầu bồi thường chiến phí sau các cuộc chiến với các cường quốc châu Âu. Từ năm 1937 đến năm 1945, suốt 8 năm tiến hành chiến tranh xâm lược Trung Hoa dân quốc của đế quốc Nhật đã khiến hàng triệu người Trung Quốc thiệt mạng.
Các vấn đề lịch sử liên tục được nhắc lại bởi chính phủ Trung Quốc trên các phương tiện truyền thông. Trong các tranh chấp và các căng thẳng chính trị, chính quyền Trung Quốc thẳng thắn nhắc lại việc Trung Quốc đã từng bị các nước phương Tây xâm lược và nô dịch.

### Chống chủ nghĩa đế quốc và hỗ trợ phong trào giải phóng dân tộc
Đảng Cộng sản Trung Quốc thành lập vào năm 1921, từ đó phong trào cách mạng vô sản bắt đầu lan rộng và phát triển ở Trung Quốc. Hệ tư tưởng của họ chịu ảnh hưởng bởi các lý thuyết của Lenin, trong đó chống đế quốc kịch liệt. Từ "đế quốc" là một khái niệm bị xem là "bẩn thỉu". Khi Trung Quốc đối mặt với cuộc xâm lược của Đế quốc Nhật Bản, tư tưởng chống đế quốc trở nên lấn át hơn nữa.
Sau khi chiến tranh thế giới II kết thúc, quân Nhật Bản chiếm đóng bị giải giáp, Cộng sản Trung Quốc tiến hành chiến tranh chống lại Trung Hoa Quốc Dân đảng. Tháng 9 năm 1949, cách mạng dân tộc dân chủ của Đảng Cộng sản Trung Quốc thắng lợi. Ngày 1 tháng 10 năm 1949, Cộng hòa Nhân dân Trung Hoa thành lập. Chính phủ mới sau đó đã hỗ trợ cho phong trào giải phóng dân tộc trên toàn thế giới, nhằm chống lại chủ nghĩa thực dân phương Tây. Trung Quốc đã viện trợ cho Việt Minh trong cuộc kháng chiến chống Pháp, và viện trợ cho Algérie giành độc lập. Cùng nhiều cuộc chiến tranh giải phóng dân tộc của các nước thuộc địa xảy ra trên khắp các châu lục.
Vốn là một nước lớn và là nước đông dân nhất thế giới, Cộng hòa Nhân dân Trung Hoa ra đời là sự kiện lịch sử đã được đánh giá là "làm thay đổi cơ bản tương quan lực lượng toàn cầu có lợi cho xu thế cách mạng xã hội chủ nghĩa và phong trào giải phóng dân tộc trên toàn thế giới". Đây được xem là vai trò "cách mạng toàn cầu" của Quốc tế cộng sản. Trung Quốc là quốc gia chịu đựng áp bức bởi chủ nghĩa đế quốc nên lập trường giúp đỡ các dân tộc thể hiện sự cảm thông cho số phận tương đồng của đất nước. Sự tham gia của Trung Quốc trong vai trò hỗ trợ các nước chống quyền lực của phương Tây để thoát số phận thuộc địa được ủng hộ mạnh mẽ.

### Xu thế tất yếu lịch sử
Các học giả khác ngoài Trung Quốc cũng nêu ra các quan điểm trung lập, mặc dù không phải tất cả đề cập đến Trung Quốc, nhưng chúng có tính chất tương tự trong việc lý giải hành vi chính trị của Trung Quốc, nếu không nói là biện minh cho họ.
Quan niệm về xu hướng bá quyền nước lớn không phải là trường hợp riêng biệt của Trung Quốc, hầu hết các nước lớn trong lịch sử đều có xu hướng này. Xu hướng bá quyền nước lớn thể hiện rõ nhất trong giai đoạn hiện nay khi Trung Quốc đang trỗi dậy mạnh mẽ, điều này tương tự trường hợp của nước Đức vào cuối thế kỷ XIX,...Các lý thuyết trong lĩnh vực quan hệ quốc tế như Lý thuyết chuyển giao quyền lực đều giải thích cho các trường hợp này.
Thông qua nhiều biến thể khác nhau của lý thuyết chuyển giao quyền lực, xung đột dễ dàng xảy ra nhất khi một cường quốc đang lên, bất mãn với tình trạng hiện hành, tiếp cận gần hơn về mặt quyền lực với cường quốc thống trị trong một khu vực hay trong toàn bộ hệ thống quốc tế, và sẵn sàng sử dụng vũ lực để định hình lại các quy chuẩn hay thể chế trong hệ thống đó.

Thực tế là các bộ tộc, dân tộc và các quốc gia đã tạo nên những quan điểm cho một nền tảng chính trị cơ bản, giúp giải thích tại sao đế quốc không thể bị giới hạn ở một địa điểm hay thời đại cụ thể mà đã xuất hiện và tái lập qua hàng ngàn năm, và trên tất cả các châu lục.

Nhà lý luận chính trị Niccolò Machiavelli và Hans Morgenthau cũng đưa ra quan điểm quyền lực là một mục tiêu cố hữu của nhân loại và của nhà nước, theo đuổi xây dựng quốc gia thành cường quốc là mục tiêu cố hữu của các quốc gia trong lịch sử. Tăng trưởng kinh tế, tăng trưởng quân sự, lan truyền văn hóa,... tất cả đều có thể được coi là làm việc hướng tới mục tiêu cuối cùng của quyền lực quốc tế.
Nhiều nước trong lịch sử thường tiến hành xâm lấn nước khác như cách đẩy các mâu thuẫn nội bộ ra bên ngoài. Trung Quốc không phải là ngoại lệ.

### Chính sách thù địch của phương Tây
Trước sự lớn mạnh không ngừng của Trung Quốc, Hoa Kỳ đã nhiều lần đề cập "mối đe dọa Trung Quốc". Theo một số học giả, phương Tây duy trì rất nhiều lối hành xử cho thấy tiêu chuẩn kép của họ với Trung Quốc.

### Đánh giá tích cực từ các nước ủng hộ
Một số khác, bao gồm các chính khách thậm chí thẳng thắn bày tỏ sự ủng hộ đối với Trung Quốc, họ có chiều hướng ngược lại với phương Tây, như một số chính khách Mỹ Latin.

### Hỗ trợ phát triển
Trung Quốc tự đánh giá rằng họ đang phát triển, và cùng dẫn dắt các quốc gia nghèo khó làm giàu, thay vì cướp bóc và giết chóc như chủ nghĩa đế quốc kiểu cũ của phương Tây. Điều Trung Quốc mang đến là hợp tác, xây dựng, hữu nghị và phát triển.

### Ý kiến khác
Một số ý kiến không bác bỏ chủ nghĩa đế quốc của Trung Quốc, nhưng mô tả tính chất lành tính hơn phương Tây. Theo Lôi Qua (雷戈): "...trật tự thế giới lấy chủ nghĩa đế quốc Trung Quốc làm trục. Khác với phong cách chính trị cứng rắn và hành vi giá trị "bá quyền" mà chủ nghĩa đế quốc phương Tây thể hiện, chủ nghĩa đế quốc Trung Quốc ưa thích phong cách chính trị mềm mỏng và hành vi giá trị "đạo làm vua" của giáo dục lễ nghi và nhạc".

### Sách tiếng Việt
- 35 năm chiến đấu và xây dựng. Nhà xuất bản Sự thật. 1980.
- Đại học quốc gia TP. Hồ Chí Minh (2004). Chiến thắng Điện Biên Phủ và chiến trường Nam Bộ: hội thảo kỷ niệm 50 năm chiến thắng lịch sử Điện Biên Phủ, 1954-2004. Nhà xuất bản Đại học quốc gia.
- Hà Văn Tấn (2001). Lịch sử quân sự Việt Nam, Tập 2. Nhà xuất bản Chính trị quốc gia.
- Hoàng Nam Hùng (1960). Năm mươi năm cách-mạng hải-ngoại: hồi-ký. Nhà xuất bản Hồng Phát.
- Học viện quan hệ quốc tế (1995). 50 năm ngoại giao Việt Nam dưới sự lãnh đạo của Đảng cộng sản Việt Nam: hội thảo khoa học. Học viện quan hệ quốc tế.
- Hồ Chí Minh (1995). Hồ Chí Minh toàn tập: 1963-1965. Nhà xuất bản Chính trị quốc gia.
- Hồ Ngật (2010). 5000 năm lịch sử Trung Quốc. Nhà xuất bản Thời đại.
- Lưu Minh Phúc (2011). Giấc Mơ Trung Quốc: Tư duy nước lớn và định vị chiến lược trong thời đại hậu Mỹ. StreetLib. (sách dịch)
- Lưu Văn Lợi (2004). Ngoại giao Việt Nam, 1945-1995. Nhà xuất bản Công an nhân dân.
- Nguyên Ngọc (1980). Nhận mặt kẻ thù. Nhà xuất bản Thanh niên.
- Nguyễn Lương Bích (2003). Lược sử ngoại giao Việt Nam các thời trước. Nhà xuất bản Quân đội nhân dân.
- Nguyễn Tiến Cường (1998). Sự phát triển giáo dục và chế độ thi cử ở Việt Nam thời phong kiến. Nhà xuất bản Giáo dục.
- Nguyễn Thành Lê (1985). Việt Nam: một tiêu điểm của chiến tranh tư tưởng phản cách mạng. Nhà xuất bản Sự thật.
- Nguyễn Xuân Kính (2003). Tổng tập văn học dân gian người Việt, Tập 19. Nhà xuất bản Khoa học xã hội.
- Nông Quốc Chấn (2002). Văn hóa các dân tộc Việt Nam: thống nhất mà đa dạng. Nhà xuất bản Chính trị quốc gia.
- Phạm Như Cương (1979). Phê phán chủ nghĩa bành trướng và bá quyền nước lớn của giới cầm quyền phản động Bắc Kinh. Nhà xuất bản Khoa học xã hội. Đọc, Link lưu trữ
- Phạm Văn Sơn (1961). Việt-sử tân biên, Tập 1. Nhà xuất bản Khai Trí.
- Quốc hội Việt Nam (2006). Văn kiện Quốc hội toàn tập: 1960-1964. Nhà xuất bản Chính trị quốc gia.
- Trần Bá Chí (2003). Tấm lòng và trí tuệ: Trần Bá Chí. Nhà xuất bản Chính trị quốc gia.
- Trần Đông (1987). Bảo vệ quốc gia trong thời kỳ mới. Nhà xuất bản Sự thật.
- Trần Gia Phụng (1998). Những cuộc đảo chánh cung đình Việt-Nam. Nhà xuất bản Non Nước.
- Trần Ngọc Thêm (2001). Tìm về bản sắc văn hóa Việt Nam: cái nhìn hệ thống-loại hình. Nhà xuất bản TP. Hồ Chí Minh.
- Trần Toàn Thắng, Phạm Sĩ Thành, Nguyễn Ngọc Anh (2016). Phụ thuộc kinh tế giữa Việt Nam - Trung Quốc. Nhà xuất bản Tài chính.Quản lý CS1: nhiều tên: danh sách tác giả (liên kết)
- Trần Văn Giàu (2000). Trần Văn Giàu: tuyển tập. Nhà xuất bản Giáo dục.
- Trường Chinh (1982). Kiên quyết đánh bại chủ nghĩa bành trướng và chủ nghĩa bá quyền Trung-Quốc. Nhà xuất bản Sự thật.
- Viện lịch sử quân sự Việt Nam (2002). Sự nghiệp tư tưởng quân sự Hồ Chí Minh. Nhà xuất bản Quân đội nhân dân.
- Viện Mác-Lênin (1984). Chủ nghĩa Mác về các vấn đề kinh tế, xã hội, tư tưởng, đạo đức và quân sự. Nhà xuất bản Thông tin lý luận.
- Viện thông tin khoa học xã hội (2008). Niên giám thông tin khoa học xã hội, Tập 3. Nhà xuất bản Khoa học xã hội.
- Văn Tiến Dũng (1979). Sức mạnh giữ nước vĩ đại của dân tộc Việt Nam trong kỷ nguyên mới. Nhà xuất bản Sự thật.

### Sách tiếng Trung
- Lôi Qua (雷戈) (2006). 秦漢之際的政治思想與皇權主義 (Tần Hán chi tế đích chính trị tư tưởng dư hoàng quyền chủ nghĩa; dịch: Tư tưởng chính trị và chủ nghĩa đế quốc thời nhà Tần và nhà Hán). Nhà xuất bản sách cổ Thượng Hải. ISBN 9787532543380.
- Lý Nghĩa Bân (李义彬) (1982). 中国青年党 (Trung Quốc thanh niên đảng). Nhà xuất bản Khoa học Xã hội Trung Quốc.
- Tiết Tôn Chính (薛宗正) (1995). 安西与北庭: 唐代西陲边政硏究 (An Tây dư Bắc Đình: Đường Đại tây thùy biên chính nghiên cứu; dịch: An Tây và Bắc Đình: Một nghiên cứu về chính trị biên giới trong triều đại nhà Đường). Nhà xuất bản Giáo dục Hắc Long Giang. ISBN 9787531628576.
- Trần Ngạn (陳彥), Trịnh Vũ Thạc (鄭宇碩) (2012). 認同與全球化: 當代中國民族主義悖論 (Nhận đồng dư toàn cầu hóa: Đương đại Trung Quốc dân tộc chủ nghĩa bội luận; dịch: Bản sắc và toàn cầu hóa: Nghịch lý của chủ nghĩa dân tộc Trung Quốc đương đại). City University of HK Press. ISBN 9789629371982.
- Trịnh Khâm Nhân (鄭欽仁) (1997). 台灣國民主義的屈折與展開 (Đài Loan quốc dân chủ nghĩa đích quật đề dư triển khai; dịch: Sự uốn nắn và bành trướng của chủ nghĩa dân tộc ở Đài Loan. Nhà xuất bản Đạo Hương. ISBN 9789579628167.
- Trịnh Khâm Nhân (鄭欽仁) (2004). 鄭欽仁先生訪談錄 (Trịnh Khâm Nhân tiên sinh phóng đàm lục; dịch: Phỏng vấn ông Trịnh Khâm Nhân. Quốc sử quán. ISBN 9789570181562.
- Tưởng Đình Phất (蔣廷黻) (2021). 中國近代史（導讀版） (Trung Quốc cận đại sử (đạo độc bản); dịch: Lịch sử Trung Quốc cận đại (Ấn bản giới thiệu). Công ty TNHH Sách Trung Hoa (Hồng Kông), Công ty TNHH United Electronic Publishing (đại lý). ISBN 9789624590869.

### Sách tiếng Anh
- Dawa Norbu (2001). China's Tibet Policy. Psychology Press. ISBN 978-0-700-70474-3.
- Denis Crispin Twitchett, John King Fairbank (1978). The Cambridge History of China. Cambridge University Press. ISBN 978-0-521-24332-2. Bản gốc lưu trữ ngày 7 tháng 1 năm 2020.
- Jane Burbank và Frederick Cooper (2010). Empires in World History: Power and the Politics of Difference. Princeton & Oxford, Princeton University Press.
- M. Taylor Fravel (2010). "International Relations Theory and China’s Rise: Assessing China’s Potential for Territorial Expansion" (PDF). International Studies Review. Bản gốc (PDF) lưu trữ ngày 22 tháng 8 năm 2019.
- Stephen Turnbull (2002). Samurai Invasion: Japan's Korean War 1592–98. Cassell & Company. ISBN 0-304-35948-3

### Tạp chí tiếng Việt
- Đảng cộng sản Việt Nam (1983). “Tạp chí cộng sản: cơ quan lý luận và chính trị của Đảng cộng sản Việt-Nam”. Đảng cộng sản Việt-Nam, Ban chấp hành Trung ương. Chú thích journal cần |journal= (trợ giúp)
- Tổng cục chính trị (1981). “Tập chí quân đội nhân dân, Số phát hành 297-302”. Tổng cục chính trị. Chú thích journal cần |journal= (trợ giúp)
- Tổng cục chính trị (1984). “Tập chí quân đội nhân dân, Số phát hành 333-338”. Tổng cục chính trị. Chú thích journal cần |journal= (trợ giúp)
- Tổng cục chính trị (1985). “Tập chí quân đội nhân dân, Số phát hành 345-350”. Tổng cục chính trị. Chú thích journal cần |journal= (trợ giúp)
- Viện Dân tộc học - Trung tâm khoa học xã hội và nhân văn quốc gia (1981). “Tạp chí dân tộc học”. Viện Dân tộc học, Ủy ban Khoa học Xã hội Việt Nam. Chú thích journal cần |journal= (trợ giúp)
- Viện Triết học (1979). “Tạp chí triết học”. Viện Triết học, Ủy ban Khoa học Xã hội Việt Nam. Chú thích journal cần |journal= (trợ giúp)
- Viện Triết học (1981). “Tạp chí triết học, Số phát hành 32-35”. Viện Triết học, Ủy ban Khoa học Xã hội Việt Nam. Chú thích journal cần |journal= (trợ giúp)

### Tạp chí tiếng Anh
- Robert T. Bryan, Jr. (1953). “ABA Journal - Octorber 1953”. ABA Journal. Chú thích journal cần |journal= (trợ giúp)
- Turrell V. Wylie (Tháng 6 năm 1977), "The First Mongol Conquest of Tibet Reinterpreted", Harvard Journal of Asiatic Studies (Volume 37, Number 1).